# Station Radbruch
Station Radbruch (Bahnhof Radbruch) is een spoorwegstation in de Duitse plaats Radbruch in de deelstaat Nedersaksen. Het station ligt aan de spoorlijn Lehrte - Cuxhaven. 

## Indeling
Het station heeft twee zijperrons, daarnaast loopt er één spoor in het midden zonder perron. De perrons zijn sober ingericht en hebben beide een abri. Aan de oostzijde van het station is er een fiets- en voetgangerstunnel die de straten Schäfer-Ast-Straße en Rottorfer Straße verbindt. Vanaf deze straten is er toegang tot het perron mogelijk. Aan de noordzijde van het station is er een Parkeer en Reisterrein.

## Verbindingen
Het station wordt alleen door treinen van metronom bedient. De volgende treinserie doet het station Radbruch aan:
| Serie | Treinsoort              | Route                                                         | Bijzonderheden |
| ----- | ----------------------- | ------------------------------------------------------------- | -------------- |
| RB 31 | Regionalbahn (metronom) | Hamburg Hbf – Hamburg-Harburg – Maschen – Radbruch – Lüneburg |                |

Hamburg-Harburg ·
Meckelfeld ·
Maschen · 
Stelle ·
Ashausen ·
Winsen (Luhe) ·
Radbruch ·
Bardowick ·
Bardowick ·
Lüneburg ·
Bienenbüttel ·
Bad Bevensen ·
Emmendorf ·
Uelzen ·
Suderburg ·
Unterlüß ·
Eschede ·
Celle ·
Ehlershausen ·
Otze ·
Burgdorf (Han) ·
Aligse ·
Lehrte ·